# Анрі Фантен-Латур
Анрі́ Фанте́н-Лату́р (фр. Henri Fantin-Latour; 17 січня 1836, Гренобль — 25 серпня 1904, Буре, Нормандія) — французький художник і графік (літограф, пастеліст) другої половини XIX ст.

## Життєпис
Мати художника — росіянка Єлена Найдьонова (1814—1867), що пошлюбилась із французьким художником. Батько — Теодор Фантен-Латур, художник. В родині були дві молодші сестри Анрі — Марі-Луїза-Елен та Наталі.

## Художня освіта
Перші художні навички сину прищепив батько. Горацій Лекок де Боабодран був його наступним керівником. 1854 року Анрі влаштувався у Школу красних мистецтв у Парижі. 1859 року він познайомився із художником Густавом Курбе, а потім два роки стажувався в його майстерні. На художню манеру молодого митця мав вплив реалізм, котрого він дотримувався більшу частину життя.
Це дивацьким чином збігалося з пам'яттю про академічне навчання і митець раз від разу повертався до створена алегорій або академічних сюжетів («Даная», «Венера і Амур», «Алегорія Безсмертя», «Спокуси св. Антонія»). Саме ці твори приваблюватимуть французьких прихильників течії символізм.
Анрі Фантен-Латур був сучасником французьких імпресіоністів. Але не розділяв їх теоретичних настанов, хоча у власних ескізах використовував їх техніку. Лише з декількома імпресіоністами його поріднювала зацікавленість у створенні натюрмортів (серед імпресіоністів натюрморти створювали Клод Моне, Каміль Піссарро, П'єр-Огюст Ренуар).

## Гурток аквафортистів
З серпня 1862 року знайомі і приятелі Анрі Фантен-Латура (Едуар Мане, Альфонс Легро, Фелікс Бракмон, Джеймс Вістлер, Йоган Бартольд Йонкінд) заснували в Парижі «Гурток аквафортистів». Мета гуртка — відродити призабуту техніку в художньому житті Парижа і популяризація як власних творів через друк офортів та популяризація самої техніки.
До створення офортів звернувся і Анрі Фантен-Латур, що також практикував створення пастелей та літографій. Хоча вони не головували в його творчості.

## Смерть
1876 року він узяв шлюб із жінкою-художницею Вікторією Дюбурж. Дружина з батьками мали невелику садибу у Нормандії. Художник проводив чимало часу в садибі родини. Там він і помер 1904 року.

## Вибрані твори
- «Автопортрет», 1859, Гренобль

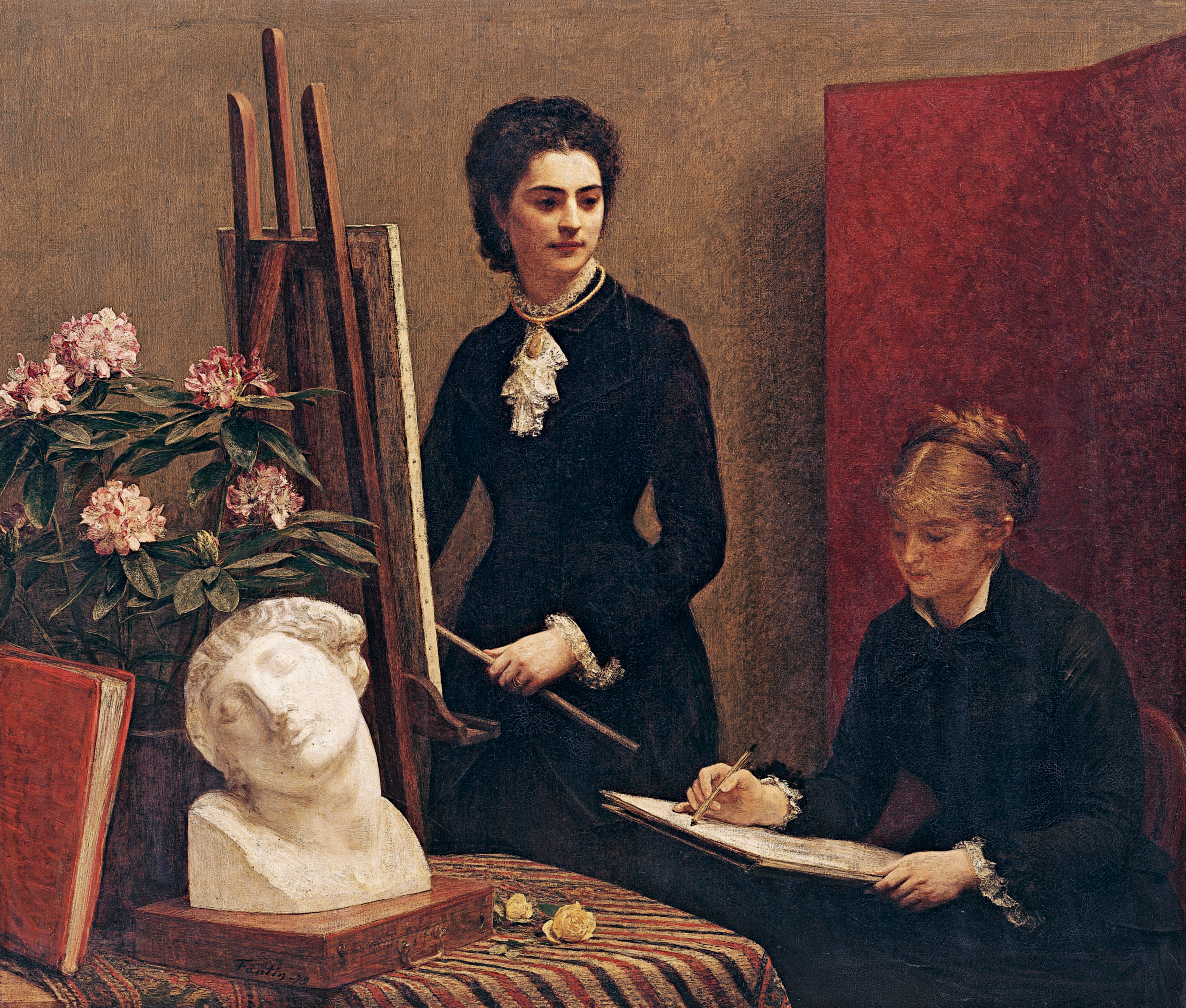
" Урок малюнка ", 1879 р., Королівські музеї витончених мистецтв (Брюссель)

- «Дві сестри», 1859, Сент Луїс, США
- «Весняні квіти і філіжанка», 1865
- «Венера і Амур», 1867
- «Аврора і Ніч»
- «Вшанування Ежена Делакруа», 1864 р.
- «Едуар Мане в циліндрі» (художник), 1867
- «Художня майстерня у Батіньйолі, Париж», 1870, Музей д'Орсе
- «Спокуси св. Антонія», не датовано, Національний музей західноєвропейського мистецтва (Токіо)
- «Рододендрон», 1874 р.
- «Хризантеми», 1875 р.
- «Урок малюнка», 1879 р.
- «Маддалена Лерой», 1882
- «Шарлотта Дюбур», 1882, Музей д'Орсе
- «Квіти в керамічній вазі», 1883, Ермітаж, Санкт-Петербург
- «Білі маки», 1891, Художня галерея Південної Австралії, Аделвїда
- «Ундина», пастель, 1896

## Групові портрети

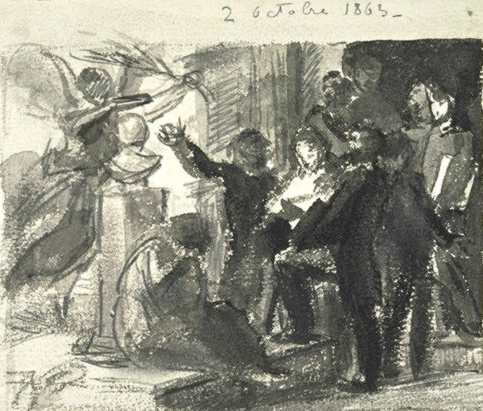
«Уславлення Ежена Делакруа», ескіз композиції, 1863 р.
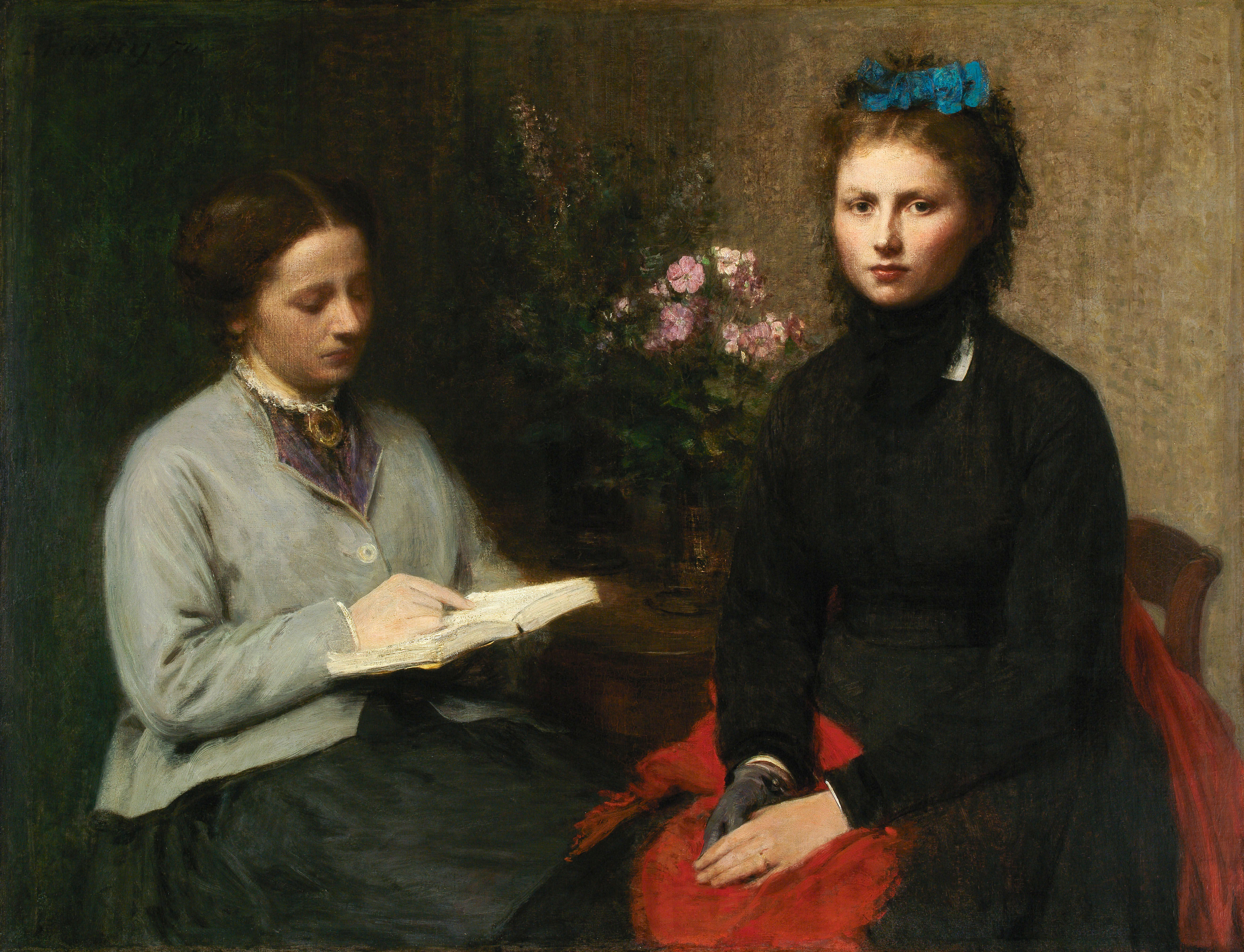
«Читання», 1870 р.
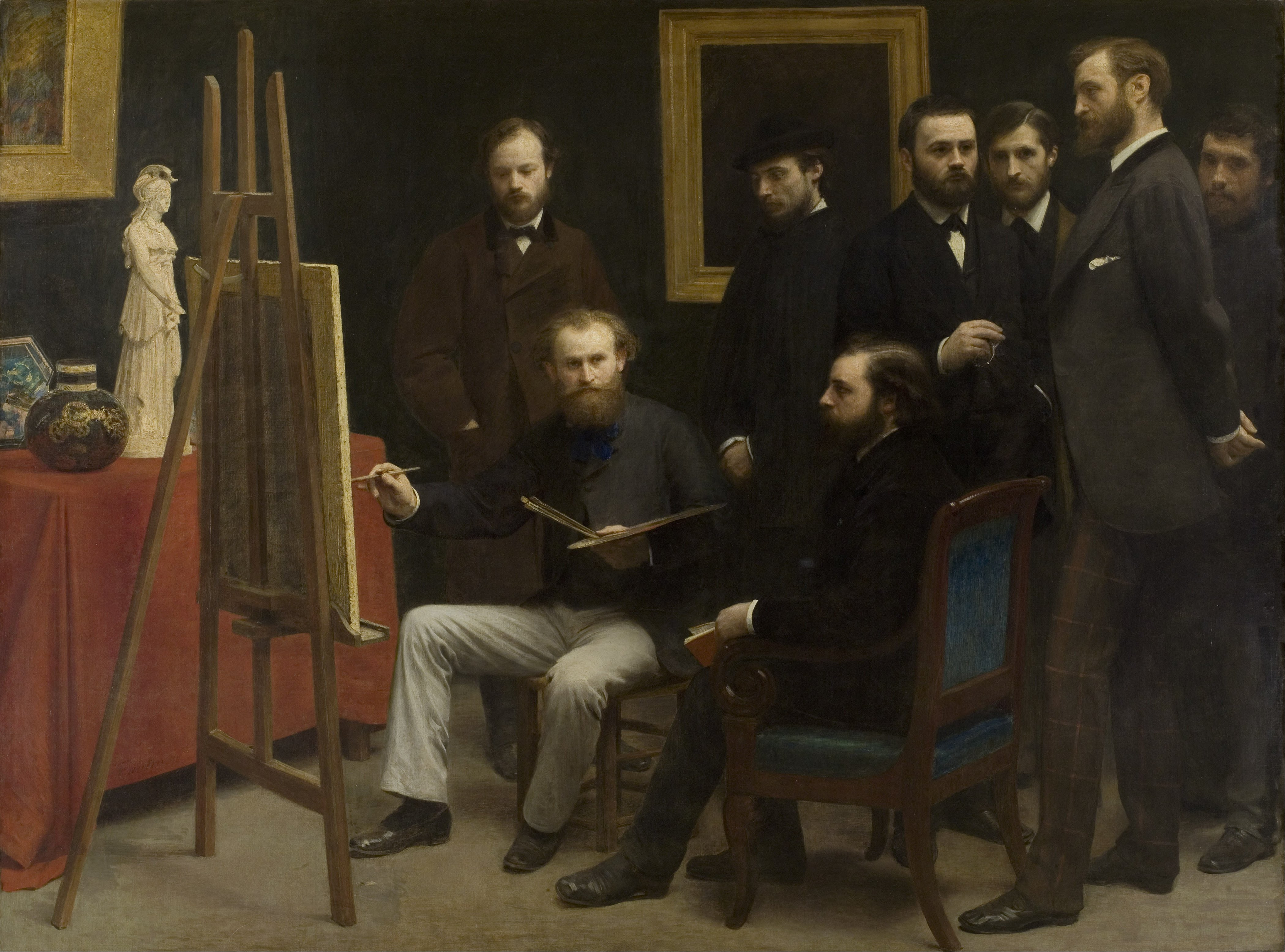
«Художня майстерня у Батіньйолі, Париж», 1870, Музей д'Орсе
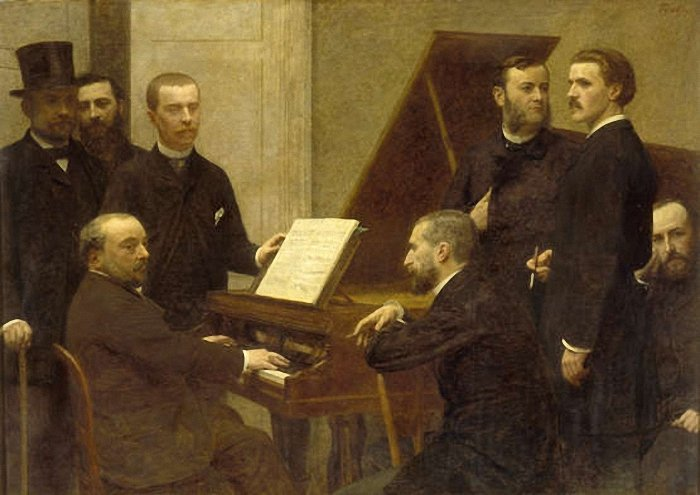
«Автор за фортепіано», 1885 р., Музей д'Орсе

## Квіткові натюрморти

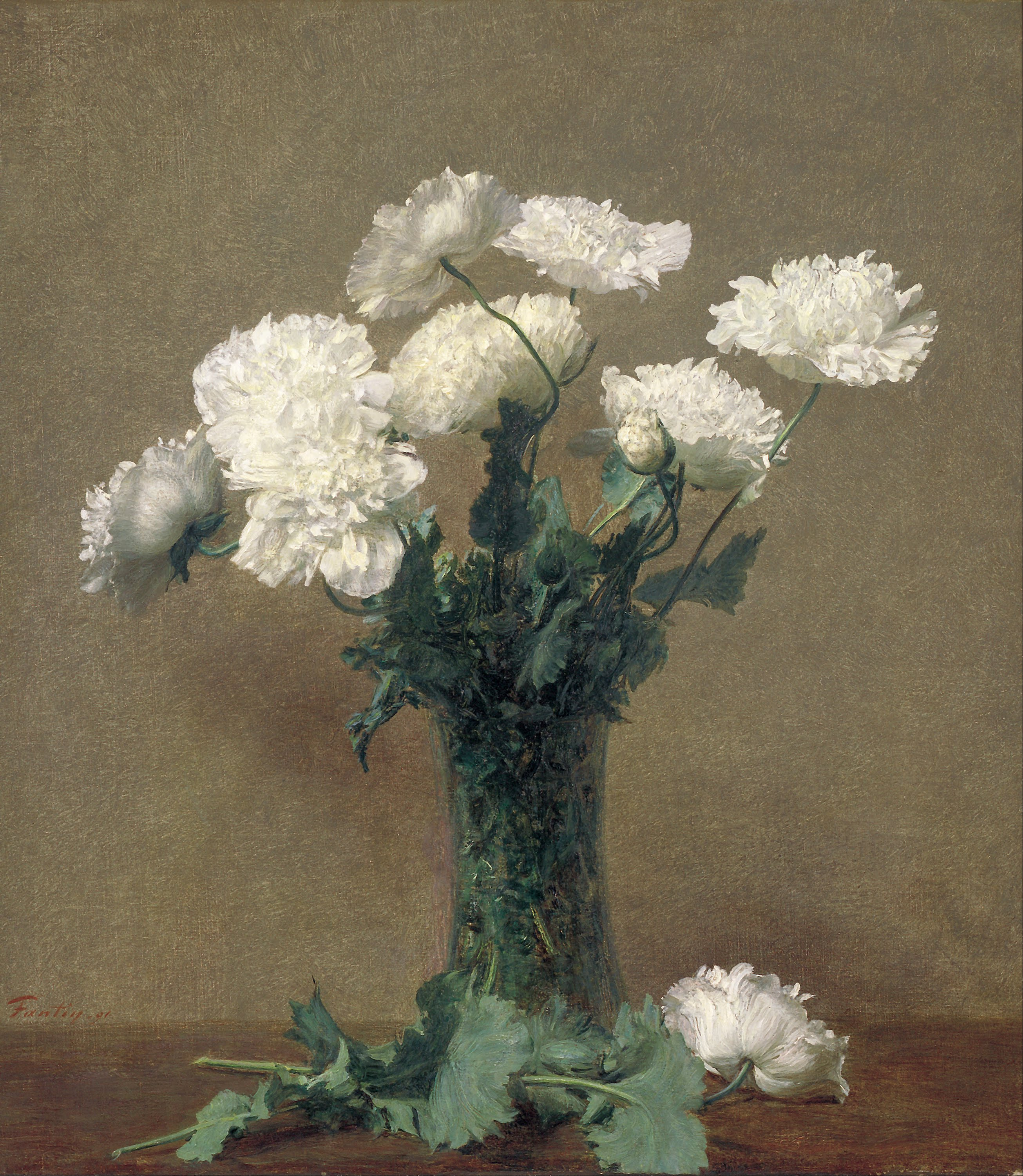
Анрі Фантен-Латур. «Білі маки», 1891, Художня галерея Південної Австралії, Аделвїда

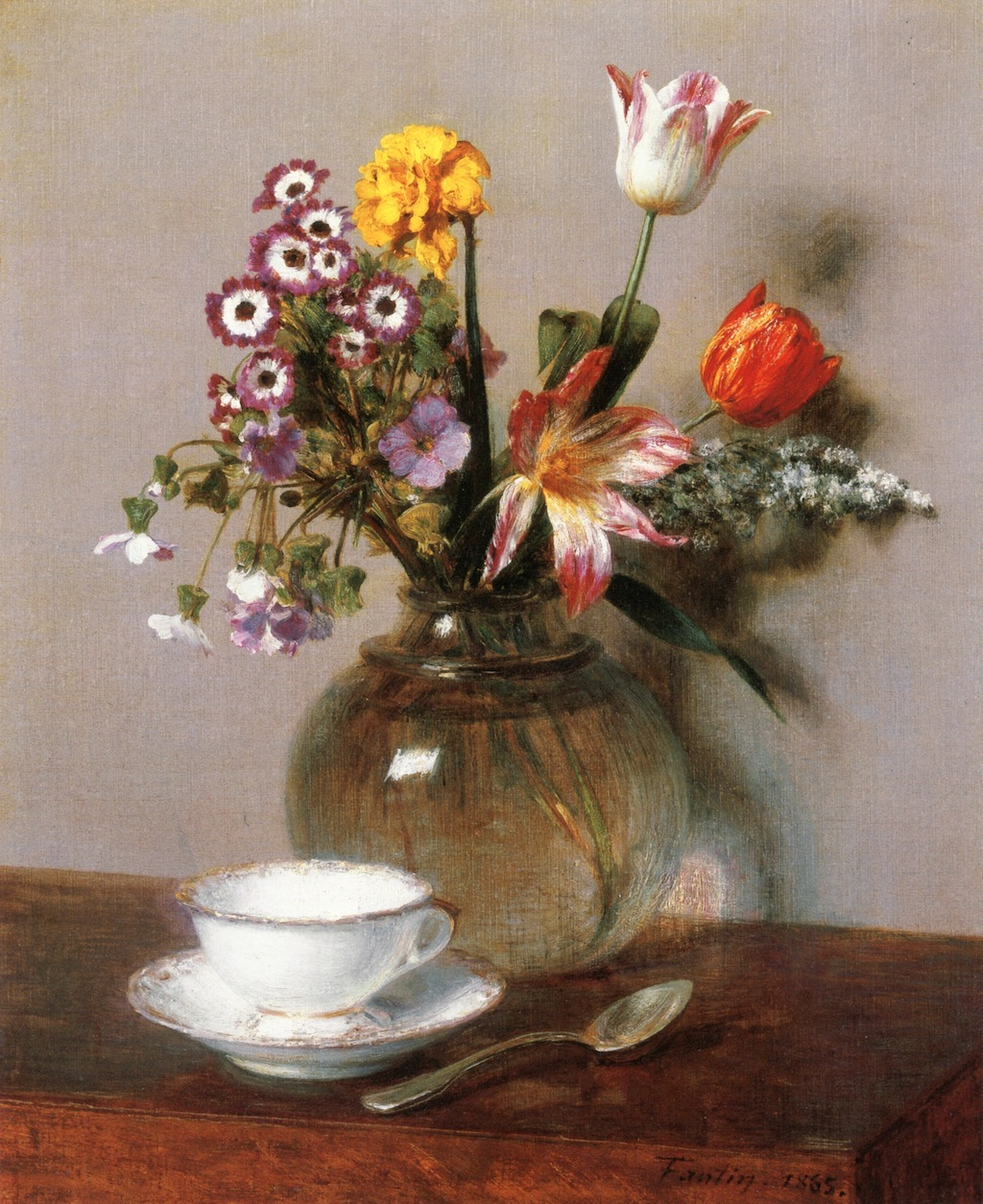
Анрі Фантен-Латур. «Квіти і філіжанка»
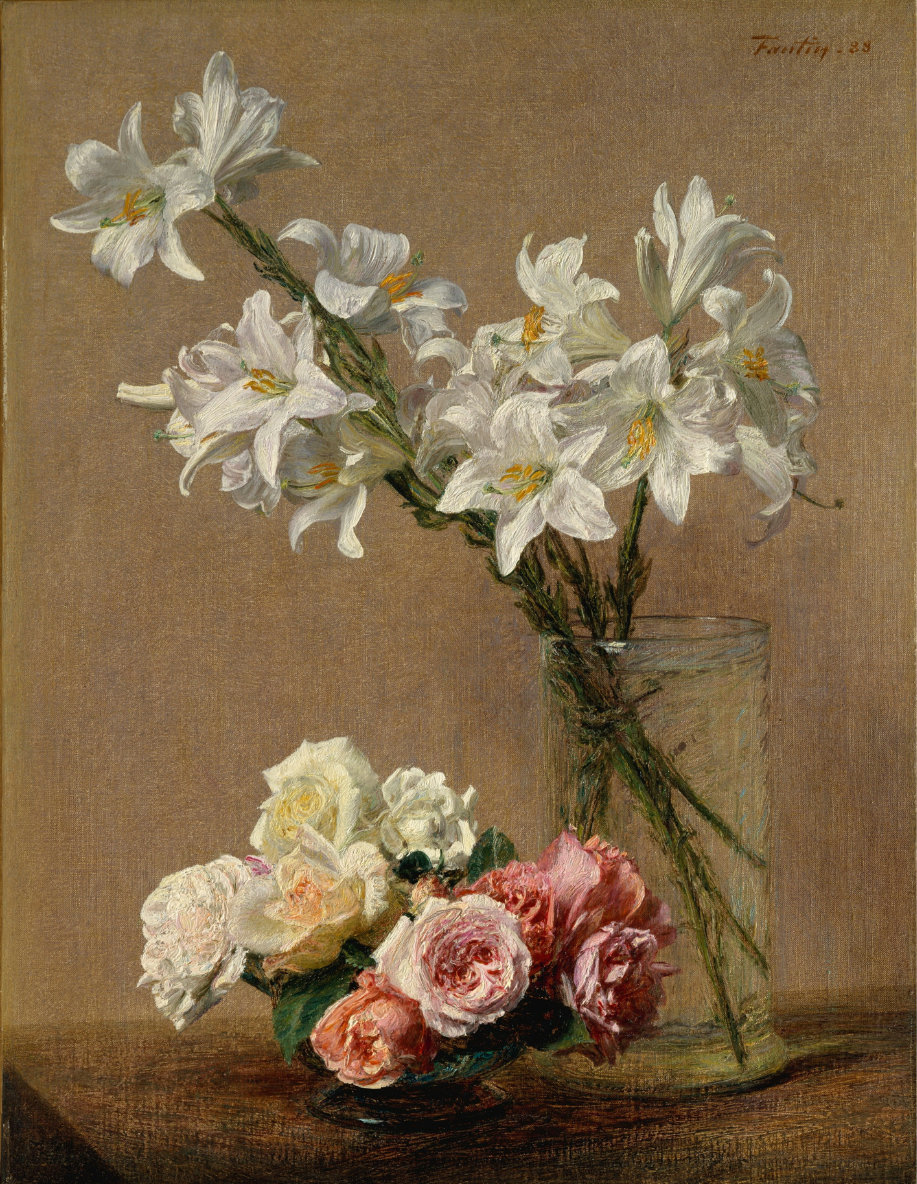
Анрі Фантен-Латур. «Троянди і лілеї»
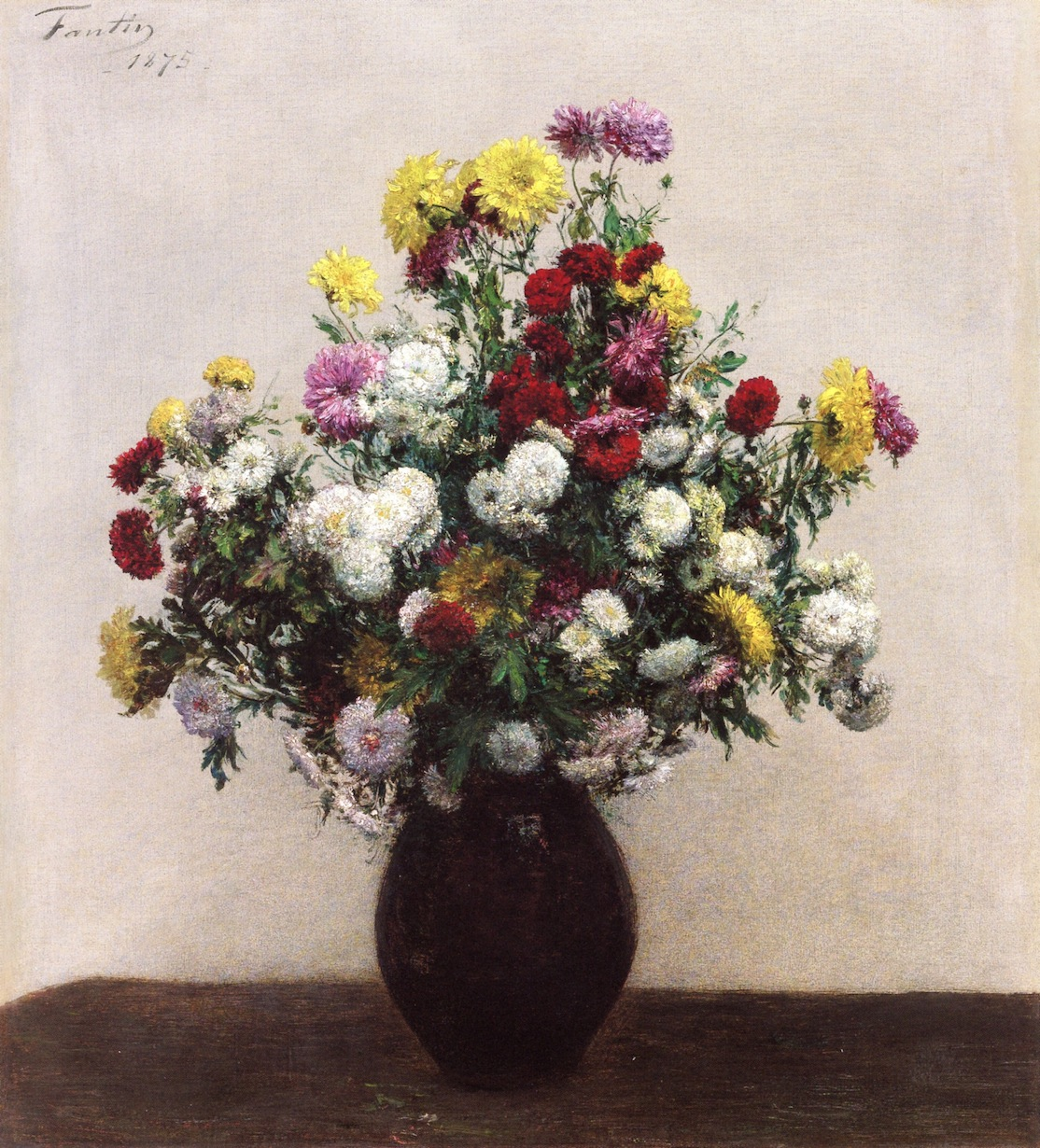
Анрі Фантен-Латур. «Хрізантеми», 1875 р.
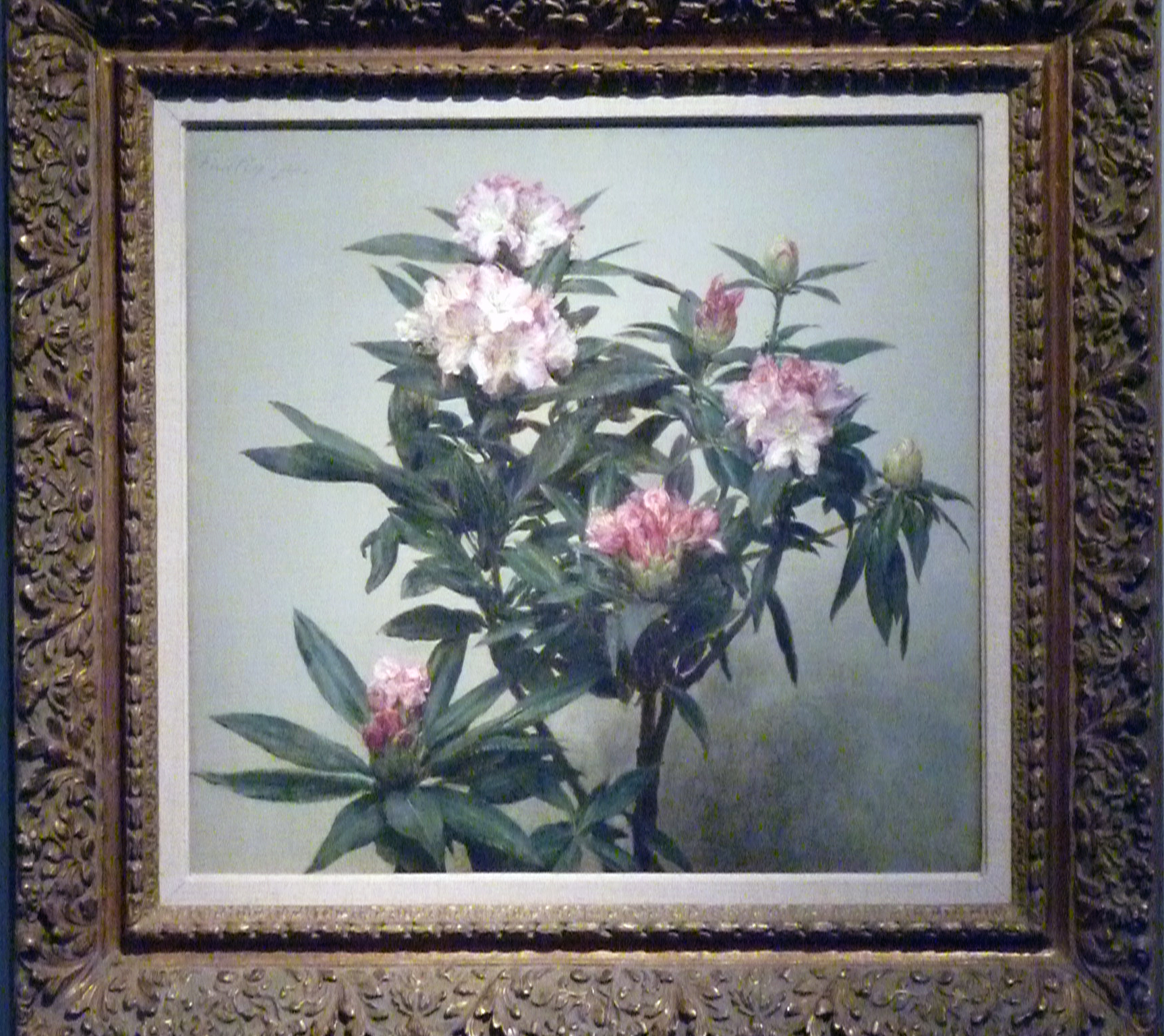
Анрі Фантен-Латур. «Рододендрон», 1874 р.

## Обрані портрети

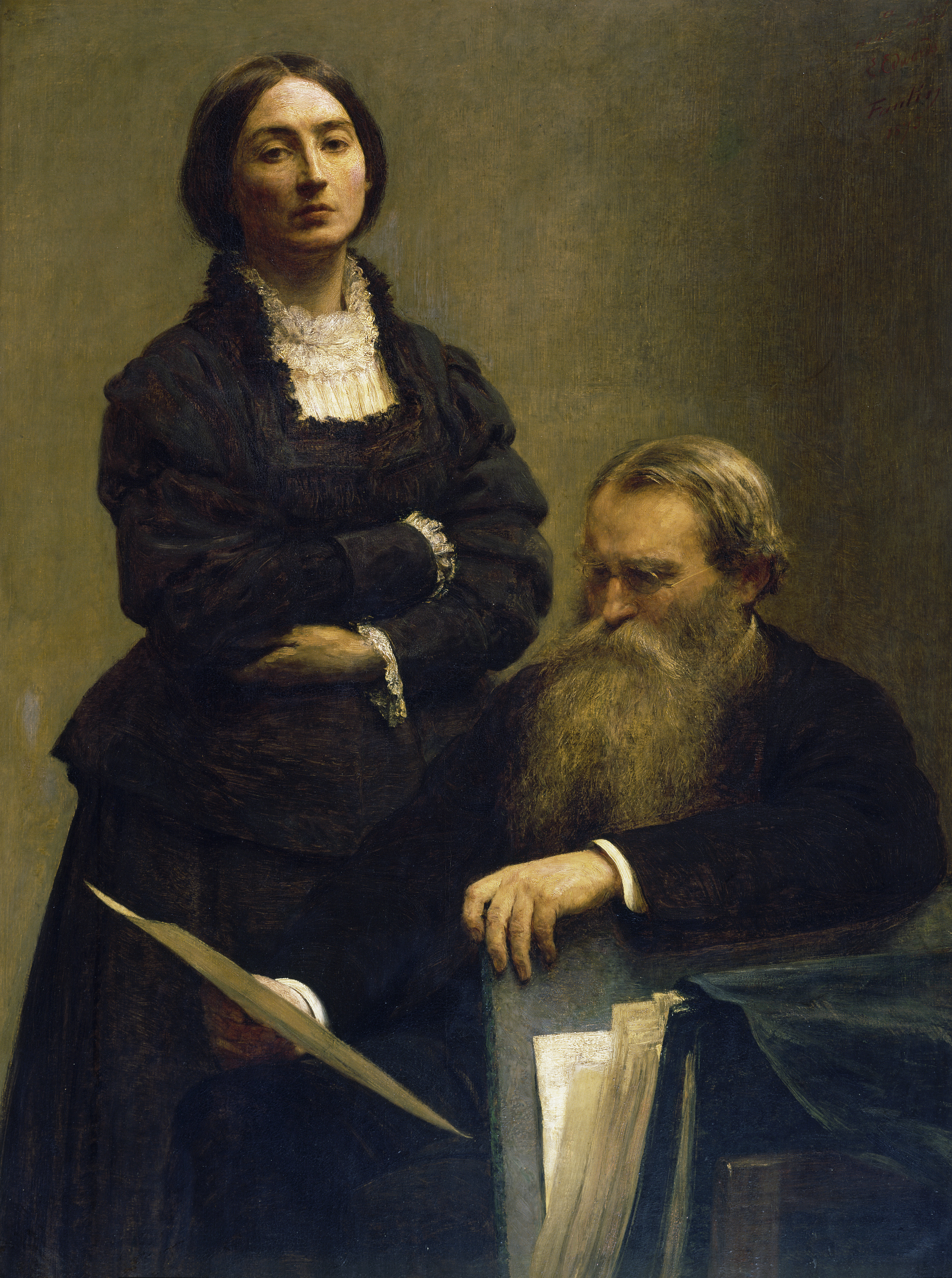
Анрі Фантен-Латур. «Портрет подружжя Едвардс», 1875 р. Тейт Бритн, Лондон.

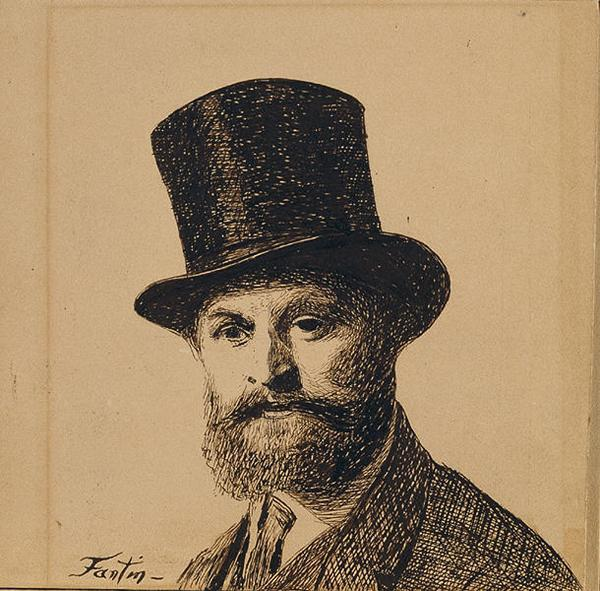
Едуар Мане, малюнок, Художній музей (Даллас)
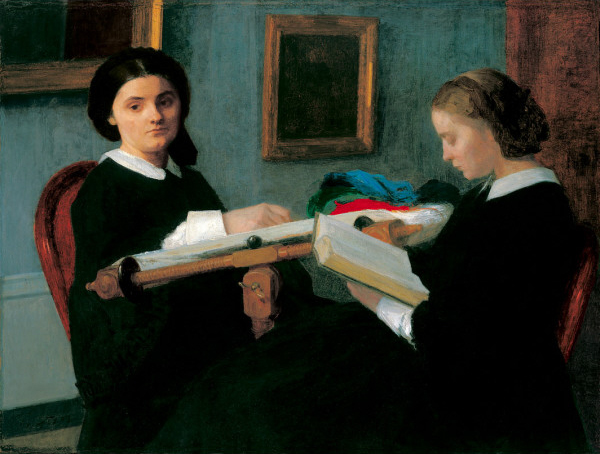
«Дві сестри», 1859, Сент Луїс, США
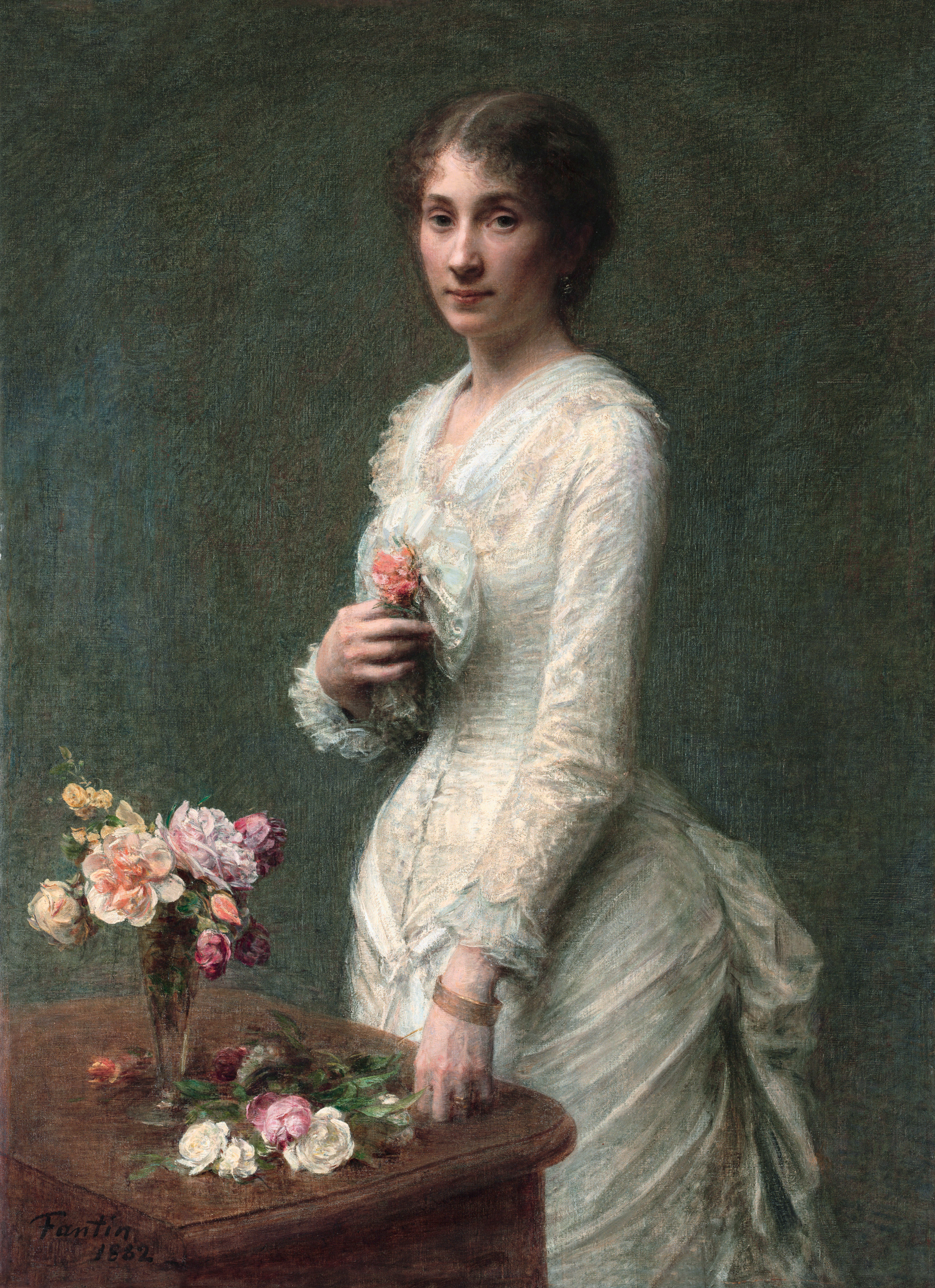
«Маддалена Лерой», 1882
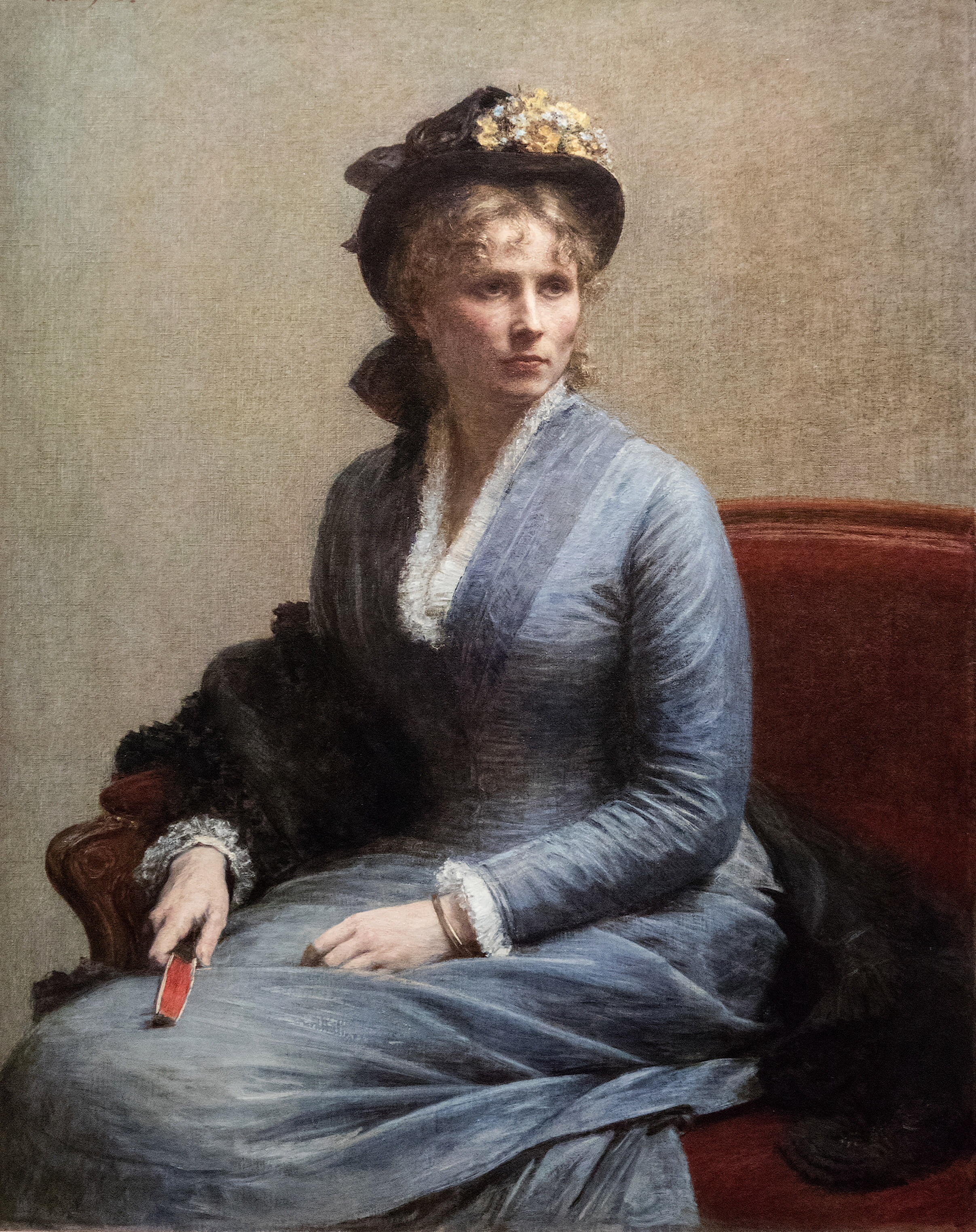
«Шарлотта Дюбур», 1882